# Надзвичайні і Повноважні Посли України в країнах Африки

Надзвичайні і Повноважні Посли України в країнах Африки

## Алжир
1. Дашкевич Михайло Павлович (1999—2004)
2. Бершеда Євген Романович (2004) т.п.
3. Боровик Сергій Миколайович (2004—2009)
4. Кірдода Валерій Миколайович (2009—2014)
5. Блажей Вадим Валерійович (2014—201?) т.п.
6. Білецький Андрій Віталійович (201?—2018) т.п.
7. Субх Максим Алійович (2018—2022)[1]
8. Компанієць Олександр Сергійович (2022-2025) т.п.
9. Воронін Олександр Степанович (з 2025)[2]

## Ангола
1. Лакомов Володимир Іванович (2004—2007)
2. Кохно Володимир Миколайович (2007—2009) т.п.
3. Боголюбов Володимир Іванович (2009—2011) т.п.
4. Никоненко Олександр Миколайович (2013—2014)
5. Костецький Павло Васильович (2014—2016) т.п.
6. Роговець Геннадій Володимирович (2016—2020) т.п.
7. Чорнописький Андрій Петрович (2020-2025) т.п.
8. Касьянов Андрій Юрійович (2025—)[3]

## Ботсвана
1. Скуратовський Михайло Васильович (13.12.2004 — 14.06.2006)[4][5]
2. Абравітова Любов Олександрівна (17.06.2021[6]—19.08.2024[7])
3. Сивак Олексій Володимирович (з 19.08.2024[8])

## Бенін
1. Скоропад Олег Михайлович (2005—2009)
2. Александрук Валерій Євгенович (2016—2019)
3. Холостенко Іван Іванович (в.о.)

## Гана
1. Скоропад Олег Михайлович (2006—2009)
2. Александрук Валерій Євгенович (2016—2019)

## Габон
1. Мішустін Сергій Васильович (2007—2011)
2. Голубнича Ірина Валентинівна (2011—2012) т.п.
3. Овчаров Олександр Євгенович (2016—2018)

## Гамбія
1. Бутяга Володимир Іванович
2. Семененко Віктор Олександрович

## Гвінея
1. Пивоваров Валерій Костянтинович (1993—1998)
2. Суходольський Анатолій Володимирович (1998—1999) т.п.
3. Шевченко Іван Денисович (1999—2002)
4. Шульга Олександр Олексійович (2002—2008)
5. Заяць Андрій Іванович (2008—2012)
6. Заяць Андрій Іванович (2012—2013) за сумісництвом.
7. Пивоваров Юрій Анатолійович (2022-)

## Гвінея-Бісау
1. Пивоваров Юрій Анатолійович (2023-)

## Демократична Республіка Конго
1. Мішустін Сергій Васильович (2011)
2. Семенюк Родіон (до 2024) т.п.
3. Гамянін Василь Іванович (2024-)

## Ефіопія
1. Рибак Олексій Миколайович (2000—2004)
2. Дем'яненко Владислав Олексійович (2005—2009)
3. Буравченков Олександр Володимирович (2009—2015) т.п.
4. Кириченко Михайло Олександрович (2015—2020) т.п.
5. Маринець Анатолій Петрович (2020) т.п.
6. Босак Олександр Олександрович (2020—2021) т.п.
7. Зуб Олександр Олександрович (2021-) т.п.[9]

## Єгипет
1. Нагайчук Віктор Іванович (1993—1997), посол
2. Камишев Сергій Олексійович (1997—1998)
3. Кулеба Іван Дмитрович (1998—2000)
4. Веселовський Андрій Іванович (2001—2004)
5. Микитенко Євген Олегович (2006—2010)
6. Григораш Валерій Григорович (2010—2011) т.п.
7. Кириленко Євген Григорович (2011—2014)[10]
8. Юров Олександр Григорович (2014) т.п.
9. Нечай Руслан Ігоревич (2014—2015) т.п.
10. Латій Геннадій Георгійович (2015—2019)[11]
11. Микитенко Євген Олегович (2019—2021)
12. Нагорний Микола Вікторович (2022-)

## Замбія
1. Турянський Ігор Мефодійович
2. Скуратовський Михайло Васильович
3. Гребенюк Валерій Миколайович

## Зімбабве
1. Турянський Ігор Мефодійович
2. Скуратовський Михайло Васильович
3. Гребенюк Валерій Миколайович
4. Щерба Олександр Васильович (в.о.)

## Кенія
1. Веселовський Андрій Іванович (2002—2003)
2. Забігайло Володимир Костянтинович (2003—2005)
3. Яремчук Микола Анатолійович (2005—2006) т.п.
4. Дем'яненко Владислав Олексійович (2006—2009)
5. Бєлоколос Олег Євгенович (2009—2010) т.п.
6. Бутяга Володимир Іванович (2010—2014)[12]
7. Грищенко Андрій Анатолійович (2014—2015) т.п.
8. Цимбалюк Євген Вікторович (2015—2018)
9. Праведник Андрій Іванович (2018—2025)[13][14]
10. Токар Юрій Любомирович (з 2025)[15]

## Кот-д'Івуар
1. Заяць Андрій Іванович
2. Овчаров Олександр Євгенович (2016—2018)
3. Пивоваров Юрій Анатолійович (2022-)

## Лівія
1. Рибак Олексій Миколайович (1999—2006)
2. Латій Геннадій Георгійович (2006—2010)
3. Нагорний Микола Вікторович (2010—2020)
4. Хоманець Володимир Анатолійович (2021-)

## Мавританія
1. Малько Юрій Феодосійович
2. Гудима Борис Миколайович
3. Йохна Віталій Антонович
4. Субх Максим Алійович (2021—2022)
5. Саєнко Сергій Валерійович (в.о.)

## Мадагаскар
1. Скуратовський Михайло Васильович

## Малі
1. Шевченко Іван Денисович
2. Рибак Олексій Миколайович
3. Боровик Сергій Миколайович
4. Кірдода Валерій Миколайович

## Марокко
1. Дяченко Олег Маркович (1998—2000)
2. Малько Юрій Феодосійович (2000—2004)
3. Гудима Борис Миколайович (2004—2006)
4. Йохна Віталій Антонович (2006—2010)
5. Коваль Ярослав Григорович (2011—2019)
6. Плевако Олександр Якович (2019—2020) т.п.
7. Васильєва Оксана Юріївна (2020—2022)
8. Саєнко Сергій Валерійович (2022-)

## Мозамбік
1. Гур'янов Леонід Миколайович
2. Турянський Ігор Мефодійович
3. Скуратовський Михайло Васильович
4. Лакомов Володимир Іванович
5. Абравітова Любов Олександрівна (2021-2025)
6. Троненко Ростислав Володимирович (2025-)

## Намібія
1. Турянський Ігор Мефодійович
2. Скуратовський Михайло Васильович
3. Гребенюк Валерій Миколайович

## Нігерія
1. Бутяга Володимир Іванович (2001—2003)
2. Семененко Віктор Олександрович (2003—2004) т.п.
3. Скоропад Олег Михайлович (2004—2009)
4. Васильєв Валерій Володимирович (2009—2014)
5. Александрук Валерій Євгенович (2015—2019)
6. Кірдода Валерій Миколайович (2020—2022)
7. Холостенко Іван Іванович (2022-)

## ПАР
1. Гур'янов Леонід Миколайович (13.12.1995 — 30.12.1999)
2. Турянський Ігор Мефодійович (05.02.2001 — 16.02.2004)
3. Скуратовський Михайло Васильович (16.02.2004 — 09.08.2006)
4. Гребенюк Валерій Миколайович (17.03.2008 — 19.03.2014[16])
5. Буркат Євген Валерійович (20.08.2014[17] — 13.06.2017[18])
6. Абравітова Любов Олександрівна (13.06.2017 — 02.12.2018) т.п.
7. Кузьмич Тарас Олександрович (02.12.2018[19] — 19.07.2019)
8. Абравітова Любов Олександрівна (14.04.2020 [20]—21.07.2025 [21])
9. Щерба Олександр Васильович (з 21.07.2025[22])

## Республіка Південний Судан
1. Бутяга Володимир Іванович (2013—2014)

## Руанда
1. Цимбалюк Євген Вікторович (2015—2018)
2. Праведник Андрій Іванович (2021—2024)
3. Яцюк Вячеслав Вікторович (2024—)

## Сенегал
1. Заяць Андрій Іванович
2. Овчаров Олександр Євгенович
3. Пивоваров Юрій Анатолійович (2021-)

## Судан
1. Веселовський Андрій Іванович
2. Микитенко Євген Олегович
3. Григораш Валерій Григорович т.п.
4. Кириленко Євген Григорович
5. Нагорний Микола Вікторович (2023-)

## Сьєрра-Леоне
1. Шевченко Іван Денисович
2. Александрук Валерій Євгенович (2016—2019)
3. Холостенко Іван Іванович (в.о.)

## Танзанія
1. Бутяга Володимир Іванович
2. Цимбалюк Євген Вікторович
3. Праведник Андрій Іванович (2021-2025)[23]

## Туніс
1. Шульга Олександр Олексійович (1996—1997) т.п.
2. Дяченко Олег Маркович (1997—2000)
3. Шевчук Анатолій Анатолійович (2001—2002) т.п.
4. Рибак Олексій Миколайович (2002—2004)
5. Дем'янюк Олександр Павлович (2004—2007) т.п.
6. Рилач Валерій Олександрович (2007—2013)
7. Рябцев Олександр Олександрович (2013—2015) т.п.
8. Нагорний Микола Вікторович (2015—2020)
9. Хоманець Володимир Анатолійович (2020-)

## Уганда
1. Дем'яненко Владислав Олексійович

## ЦАР
1. Рибак Олексій Миколайович

## Чад
1. Рибак Олексій Миколайович
2. Нагорний Микола Вікторович (2013—2020)
3. Хоманець Володимир Анатолійович (в.о.)